# Polo (Illinois)
Polo é uma cidade localizada no estado americano de Illinois, no Condado de Ogle.

## Demografia
Segundo o censo americano de 2000, a sua população era de 2477 habitantes.
Em 2006, foi estimada uma população de 2509, um aumento de 32 (1.3%).

## Geografia
De acordo com o United States Census Bureau tem uma área de
3,4 km², dos quais 3,4 km² cobertos por terra e 0,0 km² cobertos por água. Polo localiza-se a aproximadamente 252 m acima do nível do mar.

## Localidades na vizinhança
O diagrama seguinte representa as localidades num raio de 20 km ao redor de Polo.